# Bibliotheca selecta

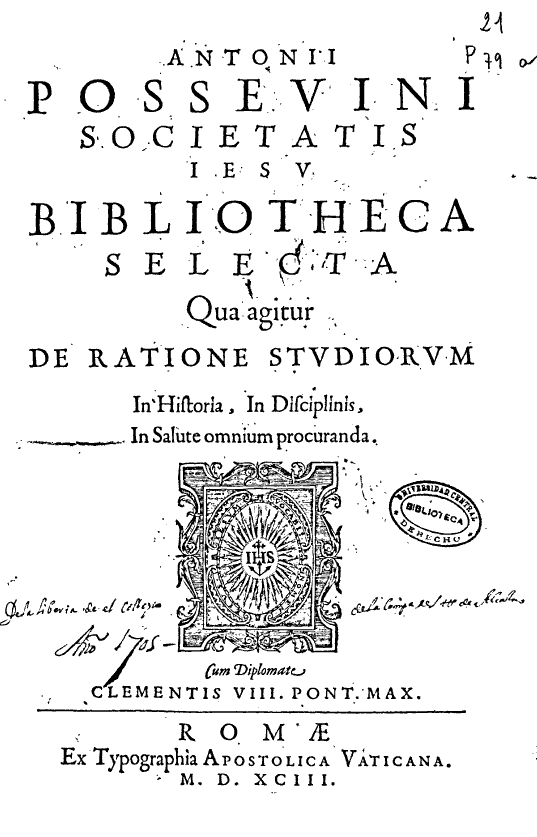
Strona tytułowa dzieła (1593)

Bibliotheca selecta – dzieło Antonio Possevina, po raz pierwszy wydane w 1593 r. w Rzymie.
Pełna nazwa: Bibliotheca selecta, qua agitur de ratione studiorum (Biblioteka dobrana dla celów nauczania). Dzieło, przez współczesnych określane jako Encyklopedia Kontrreformacji, zostało wydane w dwóch tomach in-folio. Był to katalog bibliograficzny, który obejmował spis książek zalecanych i przydatnych w jezuickiej praktyce pedagogicznej, a także zbiór przepisów regulujących tok nauczania i wychowania młodzieży. Adresatami dzieła byli nauczyciele jezuiccy we wszystkich krajach Europy, Azji i Ameryki. Possevino wyraził też w tej pracy zainteresowanie sztuką i architekturą. 
Bibliotheca selecta było odpowiedzią na Bibliotheca universalis (1545) Konrada Gesnera, przedstawiciela renesansowego humanizmu.